# Spike Lee
Shelton Jackson "Spike" Lee (Atlanta, 1957. március 20. – ) Oscar-díjas amerikai filmrendező, producer, forgatókönyvíró és színész. Cége, a 40 Acres and a Mule Filmworks 1983 óta több mint 35 filmet készített.

| „                            | Spike Lee az afro-amerikai közösség elsőszámú filmes reprezentánsa. Jóval több, mint filmrendező. | ” |
| – Boros Gábor Spike Lee-ről. |                                                                                                   |   |

## Élete
Spike (született Shelton Jackson) Lee Jacqueline Carroll  tanárnő és William James Edward Lee (Bill Lee()  dzsesszzenész fiaként született Atlantában. Kisgyermek volt, amikor a család a New York-i Brooklynba költözött. Még gyerekként az anyja adta neki a "Spike" becenevet. Brooklynban a John Dewey középiskolában tanult, majd a Morehouse College hallgatója lett, ahol elkészítette első filmjét Last Hustle in Brooklyn címmel. Később a Clark Atlanta Egyetemen, majd a Morehouse College-ban tanult.
Lee-nek és ügyvéd feleségének, Tonya Lewis-nak 1994 decemberében született meg Satchel nevű lánya. Spike Lee a New York Knicks kosárlabdacsapat és az Arsenal labdarúgócsapat szurkolója.
Testvérei: David Lee (1961) fényképész, Joie Lee (1962) és Cinqué Lee (1966) színészek,
akikkel Spike Lee több filmben is dolgozott együtt, illetve féltestvére - édesapja második házassága révén - Arnold Lee, zenész.

## Munkássága
Filmjeiben jellemzően az afro-amerikaiak problémáit, konfliktusait, múltját és jelenét mutatja be, illetve többször készített filmet a társadalom peremére sodródott különböző nációjú emberek sorsáról. Filmjeinek stílusa őszinte, szókimondó, dialógusai változatosak, legyen szó akár társadalmi vagy erkölcsi kérdésekről, akár a szexuális szabadosságról. Számos alkotását jelölték többek között Oscar- és Golden Globe-díjra.
Szemet szemért (Do the Right Thing) című filmjét 1990-ben jelölték a legjobb forgatókönyv kategóriában Oscar- és Golden Globe-díjra.
4 Little Girls című dokumentumfilmjét Emmy- és Oscar-díjra is jelölték 1997-ben.
Az Edward Norton főszereplésével rendezett Az utolsó éjjel (25th Hour) című film Arany Medve jelölést kapott a 2003-as Berlini Nemzetközi Filmfesztiválon.
2012-ben elkészítette Bad 25 című 90 perces dokumentumfilmjét, mely Michael Jacksonról és az akkor 25 éves Bad című albumáról szól. A filmben melyet a 2012-es Torontói Nemzetközi Filmfesztiválra is beválogattak, szerepel többek között Martin Scorsese, valamint Kanye West, Mariah Carey és Sheryl Crow is, akik háttérénekesként részt vettek a Bad-turnén.
A John David Washington főszereplésével rendezett Csuklyások – BlacKkKlansman című filmje elnyerte a zsűri nagydíját a 71. cannes-i fesztiválon.

## Érdekességek
- Számos színésszel több filmben is dolgozott együtt. A listát húga, Joie Lee és John Turturro vezeti 9-9 filmmel, őket Roger Guenveur Smith és a néhai Ossie Davis követi 7-7 filmmel.
- Számos filmben dolgozott együtt Barry Alexander Brown vágóval és Terence Blanchard zeneszerzővel.
- Az Absolut vodka limitált példányszámban megjelenő palackokat dob piacra amerikai nagyvárosok nevével. 2010-ben Spike Lee tervezte az Absolut Brooklyn elnevezésű vodka üvegét.[15][16]
- 2000-es években tartott előadás sorozatában élcelődött az amerikai filmekben megjelenő sztereotip klisé „super-duper magical Negro” jelenségen, ami kifejezés aztán elterjed a „magical Negro” néven.[17]
- 2010-ben szerepelt a Mit gondolsz, ki vagy? című sorozatban, melyben a híres közreműködők kutatások révén ismerik meg őseik múltját .[18]

## Rendezései
- Joe's Bed-Stuy Barbershop: We Cut Heads (1983)
- Nola darling (She's Gotta Have It; 1986)
- Suli láz (School Daze; 1988)
- Szemet szemért (Do the Right Thing; 1989)
- Mo' Better Blues (1990)
- Dzsungelláz (Jungle Fever; 1991)
- Malcolm X (1992)
- Crooklyn (1994)
- Nepperek (Clockers; 1995)
- Girl 6 - A hatodik hang (Girl 6; 1995)
- Ha megy a busz (Get on the Bus; 1996)
- 4 Little Girls (dokumentumfilm, 1997)
- A játék ördöge (He Got Game; 1998)
- Freak (1998)
- Egy sorozatgyilkos nyara (Summer of Sam; 1999)
- Pavarotti és barátai (Pavarotti and Friends; zenés film, 2000)
- A komédia királyai (The Original Kings of Comedy; 2000)
- Afro-tv (Bamboozled;2000)
- A Huey P. Newton Story (2001)
- Az utolsó éjjel (25th Hour; 2002)
- Tíz perc: trombita (Ten Minutes Older - The Trumpet 2002)
- Utál a csaj (She Hate Me; 2004)
- A belső ember (Inside Man; 2006)
- Rekviem a hurrikánról (When the Levees Broke: A Requiem in Four Acts, dokumentumfilm, 2006)
- Miracle at St. Anna (2008)
- Passing Strange (musical, 2008)
- Kobe Doin' Work (dokumentumfilm, 2009)
- If God Is Willing and Da Creek Don't Rise (dokumentumfilm, 2010)
- Red Hook Summer (2012)
- Bad 25 (dokumentumfilm, 2012)
- Oldboy (2013)
- Mike Tyson: Vitathatatlan igazság (Mike Tyson: Undisputed Truth; 2013)
- Da Sweet Blood of Jesus (2014)
- Chi-Raq (2015)
- Michael Jackson útja a Motowntól az Off the Wallig (Michael Jackson's Journey from Motown to Off the Wall; dokumentumfilm, 2016)[19]
- 2 Fists Up (2016)
- Rodney King (2017)
- Brave: Visions for Moncler (rövidfilm, 2017)
- Pass Over (2018)
- Csuklyások – BlacKkKlansman (2018)
- She's Gotta Have It (tévésorozat, 2017–2019)

## Fordítás
- Ez a szócikk részben vagy egészben  a   Spike Lee című angol Wikipédia-szócikk fordításán alapul.  Az eredeti cikk szerkesztőit annak laptörténete sorolja fel. Ez a jelzés csupán a megfogalmazás eredetét és a szerzői jogokat jelzi, nem szolgál a cikkben szereplő információk forrásmegjelöléseként.